# 克萊頓先驅報
《克萊頓先驅報》（英語：Clayton Herald）曾為一份於特拉華州克萊頓出版的美國週報。它由R·S·麥康納女士（被認為是唯一於特拉華州創辦報紙的女性）創辦，並出版了3年，直至她於1869年12月逝世為止；及後，該週報遷往士麥那，並改名為《特拉華與情報員》（Herald and Intelligencer）。它於1871年不再出版。該報紙的題詞為「獨立於一切；無物是中立」（Independent in Everything; Neutral in Nothing）。

## 歷史
1867年，R·S·麥康納女士創立了《克萊頓先驅報》，被認為是唯一於特拉華州創辦報紙的女性。該報紙逢週六刊行，內含由麥康納撰寫、談論當地和國家政治的社論文章。《克萊頓先驅報》亦包含原創詩歌、幽默筆記和精選小說，以及一個虔誠欄目和一個國外新聞專欄。其他曾出現報紙內的專欄計有「我們的書桌」和一個講述農耕教學的專欄。該報為一份親共和黨的報紙，以「獨立於一切；無物是中立」為題詞；它亦是反對時任美國總統安德鲁·约翰逊的媒體之一，當中麥康納曾於1867年8月17日的一期中寫到「若果安迪·約翰遜仍然掌控一切，只有上帝能告訴我們等待我們的是甚麼。我們為國家的未來而顫抖」。
該週報除於特拉华州、马里兰州、新泽西州、纽约州及宾夕法尼亚州有「大規模的發行量」，亦深受遠在南部和西部的讀者青睞；當時的訂閱費為每年2美元。《杰奧·P·羅威爾公司1869年美國報紙指南》稱《克萊頓》是「特拉華州最好的家庭報紙」。
麥康納出版《克萊頓先驅報》長達3年，直至1869年12月逝世為止。其後，該報不再出版，而其辦公室亦遭放售。該週報後來獲詹姆斯·W·斯普魯恩斯及B·F·布萊克斯頓收購，除將週報更名為《特拉華與情報員》，亦將總部遷至士麥那。斯普魯恩斯和布萊克斯頓一直經營著這份報紙，直至1871年才不再刊行。

### 引用
1. 1 2  Conrad, Henry Clay. . 1908: 1116.
2. 1 2 3  Hessey, Theresa. . University of Delaware. 2017-10-10  [2022-07-06]. （原始内容存档于2020-12-02） （美国英语）.
3. 1 2 3  . Chronicling America. Library of Congress.   [2022-07-06]. （原始内容存档于2022-06-07） （美国英语）.
4. ↑  . Geo. P. Rowell and Company. 1869: 221. It has a large circulation in Delaware, Maryland, New York, New Jersey, Pennsylvania, the Western states, and as far South as South Carolina and Florida.
5. ↑  . Geo. P. Rowell and Company. 1869: 221. The Clayton Herald, published by Mrs. R. S. McConaughy, at Clayton, Delaware, is the best family paper published in Delaware.
6. ↑  . Middletown Transcript. 1869-12-25: 2  [2022-07-06]. （原始内容存档于2022-06-08） –Newspapers.com.
7. ↑  . Middletown Transcript. 1870-01-22: 2  [2022-07-06]. （原始内容存档于2022-06-08） –Newspapers.com.
8. ↑  . Chronicling America. Library of Congress.   [2022-07-06]. （原始内容存档于2022-06-08） （美国英语）.